# Viviane Reding
Viviane Reding (Esch-sur-Alzette, 27 aprile 1951) è una politica lussemburghese, esponente del Partito Popolare Cristiano Sociale.
Dal 1999 al 2014 ha ricoperto il ruolo di commissaria europea e dal 2010 è stata vicepresidente della Commissione e Commissaria europea per la Giustizia, i diritti fondamentali e la cittadinanza nella Commissione Barroso II. Attualmente è deputata del Parlamento europeo.

## Formazione e carriera professionale
Reding studiò alla Sorbona, dove ottenne il dottorato in scienze umane. Dal 1978 al 1999 Reding lavorò come giornalista presso il quotidiano lussemburghese Luxemburger Wort. Dal 1986 al 1998 presiedette l'"Unione lussemburghese dei giornalisti".

## Carriera politica
Nel 1979 Reding venne eletta membro del parlamento del Lussemburgo, di cui fece parte fino al 1989. Fu nominata presidente della commissione per gli affari sociali. Reding venne anche nominata membro dell'assemblea dei parlamenti del Benelux e membro dell'assemblea dell'Atlantico del Nord, in cui presiedette il gruppo cristiano democratico. Dal 1981 al 1999 Reding fu anche consigliere comunale di Esch-sur-Alzette. Nel 1988 Reding venne eletta presidente delle donne del Partito Popolare Cristiano Sociale, svolse l'incarico fino al 1993. Dal 1995 al 1999 fu vicepresidente del partito.
Nel 1989 Reding venne eletta membro del Parlamento europeo. Presiedette la commissione per le petizioni fino al 1992, poi dal 1992 al 1994 fu vicepresidente della commissione per gli affari sociali, l'occupazione e l'ambiente di lavoro e dal 1997 al 1999 vicepresidente della commissione per le libertà civili e gli affari interni. Guidò inoltre la delegazione lussemburghese nel gruppo del Partito Popolare Europeo e fece parte della direzione del gruppo parlamentare.

### Commissario europeo
Nel 1999 Reding venne indicata dal governo del suo paese come commissario europeo del Lussemburgo. Entrò in carica il 16 settembre 1999 come commissario per l'istruzione, la cultura, i giovani, i mezzi di comunicazione e lo sport nell'ambito della Commissione Prodi. Durante il suo mandato Reding lanciò l'anno europeo delle lingue nel 2001, il libro bianco sulla gioventù ed il piano d'azione per l'e-learning e il piano d'azione per la formazione continua.
Nella Commissione Barroso I (2004-2010) Reding fu commissario per la società dell'informazione e i mezzi di comunicazione. Promosse il progetto della realizzazione della Biblioteca digitale europea e della pubblicazione di opere europee su internet. Nel 2005 lanciò una strategia quinquennale per promuovere le tecnologie dell'informazione e della comunicazione, pubblicò una comunicazione per la riduzione del divario digitale, promosse la creazione di connessioni ad internet più veloci e la possibilità di accesso mobile alla televisione e lanciò un piano d'azione per l'amministrazione digitale.
Lanciò misure per realizzare un mercato unico per le frequenze radiofoniche, aumentare la concorrenza nella fornitura di connessioni a banda larga e operatori di telefonia mobile e promosse una revisione della normativa europea sugli annunci pubblicitari in televisione. Lanciò inoltre iniziative per dotare le automobili di nuove tecnologie e renderle più sicure e meno inquinanti. Nel 2007 impose una tariffa massima per le chiamate e i messaggi in roaming all'interno dell'Unione europea. Nel febbraio 2010 Reding è entrata in carica come Commissario europeo per la Giustizia, i Diritti fondamentali e la Cittadinanza e vicepresidente della Commissione nell'ambito della Commissione Barroso II.
Candidata per il suo partito nelle elezioni europee del 2014, viene eletta, diventando europarlamentare del PPE; per questo dall'inaugurazione della nuova legislatura (1º luglio) ha rinunciato al suo ruolo di commissario europeo.

## Riconoscimenti
- Creu de Sant Jordi, 1992[1]
- laurea honoris causa dall'università Fu Jen di Taiwan, 2004[1]
- laurea honoris causa dall'università di Genova, 2004[1]
- Medaglia Robert Schuman, 2004[1]
- laurea honoris causa dall'università di Torino, 2004[1]
- Premio Principe delle Asturie per la cooperazione internazionale, 2004[1]
- Commissario europeo dell'anno (European Voice), 2007[1]
- Deutscher Mittelstandspreis, 2007[1]
- laurea honoris causa dall'università americana del Sacro Cuore a Lussemburgo, 2009[1]
- Premio BeNeLux - Europa, 2010[1]
- laurea honoris causa dall'università di Glasgow, 2012

## Vita privata
Reding è divorziata ed ha tre figli.